# 胡利德
胡利德（1937年—），江苏无锡人，中国职业篮球运动员和教练，1999年入选新中国篮球50杰。

## 篮球生涯
胡利德1956年进入江苏男篮，1959年入选国家青年队，一年后入选中国国家男子篮球队直到退役。退役后的胡利德一直执教中国女子篮球，先后担任过中国国家女篮副领队兼教练以及中国青年女篮主教练 (1981年至1985年)，作为主教练带领中国女篮参加过三届亚洲锦标赛，多次夺得亚洲冠军。其间还担任过中国篮协委员、女子教练委员会副主任，他于1997年从教练岗位退休。